# Cantó de Lagnieu
El cantó de Lagnieu és un cantó francès del departament de l'Ain, situat al districte de Belley. Té 13 municipis i el cap és Lagnieu.

## Municipis
- Ambutrix
- Blyes
- Chazey-sur-Ain
- Lagnieu
- Leyment
- Loyettes
- Sainte-Julie
- Saint-Sorlin-en-Bugey
- Saint-Vulbas
- Sault-Brénaz
- Souclin
- Vaux-en-Bugey
- Villebois

## Història
| Data d'elecció                           | Identitat                 | Partit              | Qualitat |
| ---------------------------------------- | ------------------------- | ------------------- | -------- |
| 1946-1951                                | M. Lacroisille            | PCF                 |          |
| 1951-1958                                | M. Guichard               | Divers droite       |          |
| 1958-1988                                | Guy de la Verpillière     | UDF-PR              |          |
| 1988-                                    | Charles de La Verpillière | UDF-PR, després UMP |          |
| les dades anteriors no són pas conegudes |                           |                     |          |
|                                          |                           |                     |          |

## Demografia
| A partir de 1990: Població sense dobles comptes |